# Островенська сільська рада
55°8′10″ пн. ш. 29°51′49″ сх. д. / 55.13611° пн. ш. 29.86361° сх. д.
Остро́венська сільська рада (біл. Астро́венскі сельсавет) — адміністративно-територіальна одиниця у складі Бешенковицького району, Вітебської області Білорусі. Адміністративний центр сільської ради — агромістечко Островне.

## Розташування
Островенська сільська рада розташована у північній частині Білорусі, в центрально-східній частині Вітебської області, на захід — південний захід від обласного центру Вітебськ та на схід — північний схід від районного центру Бешенковичі.
На території сільської ради розташовані десятки малих і великих озер, найбільші із них: Біле (1,49 км²), Городнє (0,85 км²), Островне (0,42 км²). В північній частині сільради протікають річки: Західна Двіна із своєю, невеликою правою притокою Шевинкою.

## Історія
Сільська рада була створена 20 серпня 1924 року у складі Вітебського району Вітебської округи (БРСР) і знаходилась там до 26 липня 1930 року. В 1930 році округа була ліквідована і рада у складі Вітебського району перейшла у пряме підпорядкування БРСР. 15 лютого 1931 року район був ліквідований, а сільрада передана до складу Бешенковицького району. З 20 лютого 1938 року, після утворенням Вітебської області (15 січня 1938), разом із Бешенковицьким районом, увійшла до її складу. 25 грудня 1962 року сільрада передана до складу, знову утвореного, Вітебського району (1933). 12 лютого 1965 року сільрада була повернута до складу Бешенковицького району. 8 квітня 2004 року сільській раді були передані населені пункти, ліквідованої Плиської сільської ради.

## Склад сільської ради
До складу Островенської сільської ради входить 36 населених пунктів:
| - Александрове — село. - Біле — село. - Бузани — село. - Вядерево — село. - Гірки — село. - Городнє — село. - Данилівка — село. - Довге — село. - Дягілеве — село. - Жарки — село. - Жигали — село. - Замелоччя — село. | - Замошення — село. - Застаріння — село. - Камлі — село. - Кліши — село. - Крупеніне — село. - Купине — село. - Латигове — село. - Латиші — село. - Луки — село. - Лучки — село. - Малий Двір — село. - Новосілки — село. | - Обухове — село. - Островне — агромістечко. - Панкратове — село. - Пісочна — село. - Пліси — село. - Придвіння — село. - Пушкарі — село. - Руда — село. - Слобода — село. - Толстюки — село. - Чановичі — село. - Шути — село. |